# KFC Turnhout
El KFC Turnhout es un equipo de fútbol belga de la ciudad de Turnhout en la provincia de Amberes. Está afiliado a la Real Asociación Belga con el n.º de matrícula 148 y actualmente juega en la División 3 de Bélgica, el quinto nivel del fútbol en el país.

## Historia
Antes de la fundación del club, existían otros clubes en Turnhout. Excelsior se fundó en 1907, que se fusionó en 1912 con Ons Vermaak y Union Sportive para formar Turnhout Sport Voetbalvereeniging, que se unió a la Unión Belga de Sociedades de Deportes Atléticos en 1912. Durante la temporada 1912-13, el club jugó en la serie provincial más baja. Luego se fusionó con pequeños clubes como Turnhoutsche Sportvereeniging, Albert y Club Marie José. Solo se jugaron partidos amistosos entre 1913 y 1920.
Después de la Primera Guerra Mundial, el club pasa a llamarse FC Turnhout, uniéndose a la Real Asociación Belga en 1921. Rápidamente asciende desde la categorías provinciales en 1925 y alcanza la Segunda División. El club siguió compitiendo a buen nivel hasta que en 1931 acaban segundos y consiguen el ascenso a Primera por vez primera en su historia. Desgraciadamente la etapa sólo duraría una campaña, quedando colista y descendió a Segunda. Unos años después, en 1936, ganó su grupo de Segunda y retornó a Primera División. De nuevo quedaron penúltimos y descendieron.
Se mantuvo en Segunda durante muchas campañas, hasta que en la temporada 1951-52 descienden a Tercera. El club recibe el título 'Real' ese año y pasa a llamarse Koninklijke FC Turnhout. No es sino hasta finales de los años 50 que mejoran los resultados. En 1960, gana su grupo en Tercera, tres años después vuelve a ascender a Primera. Turnhout había acabado tercero en 1963, pero el segundo de la clasificación el Waterschei SV Thor fue acusado de soborno y por lo tanto fue ascendido en su lugar. Al año siguiente Turnhout sería el acusado de soborno. Acabaron en 14.º lugar, pero debido a la acusación de soborno, Turnhout fue descendido en vez de Berchem Sport que había acabado penúltimo. Dos años después, se bajó a Tercera de nuevo, pero sólo dos años más tarde se pudo volver a Segunda en 1968. Finalmente en 1977 se desciende a Tercera y permaneció allí durante 13 años. Se vuelve a Segunda de 1990 a 1993 y de 1995 a 2001. La temporada 1990/91 pasaría a la historia negra del club. El 4 de abril de 1991 el futbolista Luc De Rijck, máximo goleador y capitán, fallecía de un infarto tras el entrenamiento mientras era tratado por el médico del club. Durante los años 90, el club se clasificó varias veces para el play-off de ascenso a Primera, pero no lo logró nunca (1991, 1992, 1998, 1999, 2000 y 2001).
Sin embargo, el club había tenido dificultades financieras y se vendieron los terrenos de Villa Park y se anunciaron planes para un nuevo estadio. En la temporada 2000/01 no recibió una licencia profesional y a pesar de su segundo lugar y participación en la ronda final, se le desciende a Tercera División. El club obligó a un cuarto puesto y última ronda de participación, pero el club entró en liquidación y por tanto incluso descendió durante una temporada en 2002 a Cuarta División. Comenzaron esa temporada con una nueva directiva, el nombre del club se cambió a KV Turnhout. Se ganó su grupo sin problemas y con una gran ventaja con lo que volvió a 3.ª División. En la campaña 2003/04 jugó la final en la Tercera división antes de volver a jugar en la Segunda división contra el KV Kortrijk, pero perdió. En 2004/05 el club finalmente dejó el Villa Park después de casi 60 años y comenzó a jugar en el Stadsparkstadion. Durante el resto de la temporada estuvo nuevamente con problemas financieros, pero eso llegó a su fin en la temporada 2007/08 cuando el grupo de inversión egipcio Wadi Degla se hizo cargo de las deudas. Por ejemplo, KV Turnhout se asoció con Lierse SK, que también pasó a manos de Wadi Degla. El 21 de junio de 2008, el presidente Joos Horsten falleció a consecuencia de un infarto.
En la temporada 2008/09, Turnhout estuvo en lo más alto de la clasificación durante todo el año. El equipo se hizo con los tres títulos de la temporada y ya aseguró el triunfo final de su serie en la jornada 28, que nuevamente supuso el ascenso a Segunda División.
Turnhout terminaría así en la misma serie que Lierse. Sin embargo, esto fue recibido con objeciones porque podría surgir un conflicto de intereses. En mayo de 2009, Wadi Degla se retiró como patrocinador para evitar problemas con la Asociación de Fútbol. Se retiró todo el presupuesto de unos 650.000 euros anuales. Wadi Degla quería prestarlo si KV Turnhout jugaba un año más en Tercera División, pero la directiva del club no estaba contenta con eso. El club pudo jugar en Segunda División en la temporada 2009/10, ya que no hubo más conexiones. 
El 1 de enero de 2010, el exalcalde Marcel Hendrickx reemplazó como presidente al difunto Joos Horsten. En la última jornada de la temporada 2009/10, se aseguraron la permanencia. Lierse ascendió a Primera División. En junio de 2010, Wadi Degla regresó como patrocinador de KV Turnhout y se evitó por poco la liquidación. La próxima temporada, KV Turnhout quería participar en la competición con un primer equipo B, lo que no era posible según el reglamento de la asociación. En 2011, por lo tanto, se fundó el club satélite FC Turnhout (número de registro 9563), que comenzaría en la serie provincial más baja. KV Turnhout terminó la temporada 2010/11 en el puesto 16, tuvo que pasar a la ronda final de descenso, pero fue eliminado allí. Después de dos temporadas, el club volvió a descender a Tercera División.
Justo antes del inicio de la temporada 2012/13, el patrocinador principal, Wadi Degla, redujo el presupuesto con el que KV Turnhout asumió el cargo de jugadores juveniles. Con el parón invernal estaban en lo más bajo de la clasificación, a 12 puntos del penúltimo. Por lo tanto, Wadi Degla envió a 14 jugadores egipcios al club a principios de enero de 2013. El personal de Turnhout fue dejado de lado por entrenadores egipcios y muchos jugadores y jóvenes belgas fueron relegados al equipo filial. Al final, los egipcios pudieron salvarlos cuando ganaron 2-0 en el último día de juego y KSK Ronse y KFC Izegem saltaron al puesto 15.
Al final, Wadi Degla dejó de apoyar al KV Turnhout en 2014 y los egipcios abandonaron el club. El club recaudó el dinero necesario de los seguidores a través de micromecenazgo. 
En 2015, KV Turnhout y FC Turnhout se fusionaron para continuar trabajando como un solo club nuevamente. El club de fusión continuó con la matrícula 148 y volvieron al antiguo nombre del club: KFC Turnhout.
Tras la reforma de la competición, se inició en 2016 en la Tercera División Aficionada. Se proclamó inmediatamente campeón, por lo que ascendió a Segunda División Aficionada. Tras dos temporadas se desciende de nuevo a la Tercera Aficionada. En 2022 se asciende a la División 2 de nuevo.

## Nomenclatura
El club ha tenido varios nombres a lo largo de su historia, los cuales han sido:
- Turnhout SVV (1912-21)
- FC Turnhout (1921-52)
- KFC Turnhout (1952-2002)
- KV Turnhout (2002-2015)
- KFC Turnhout (2015-actualidad)

## Palmarés
- Segunda División de Bélgica (1): 1935/36

- Tercera División de Bélgica (4): 1959/60, 1967/68, 1989/90, 2008/09

- Promoción (1): 2002/03

## Resultados
| Temporada         | División | División | División | División | División | Denominación                                          | Puntos                                                | Observaciones                                                                                                 |                                        |
|                   | I        | I        | II       | P.II     |          |                                                       |                                                       | |                                        |
| ----------------- | -------- | -------- | -------- | -------- | -------- | ----------------------------------------------------- | ----------------------------------------------------- | --- | -------------------------------------- |
| como FC Turnhout  |          |          |          |          |          |                                                       |                                                       | |                                        |
| 1921/22           |          |          |          | 4        |          | Segunda Prov. Antw.                                   | 5                                                     | |                                        |
| 1922/23           |          |          |          | 4        |          | Segunda Prov. Antw.                                   | 25                                                    | |                                        |
| 1923/24           |          |          |          | 3        |          | Segunda Prov. Antw.                                   | 30                                                    | |                                        |
| 1924/25           |          |          |          | 1        |          | Segunda Prov. Antw.                                   | 37                                                    | |                                        |
| 1925/26           |          |          | 3        |          |          | Segunda A                                             | 38                                                    | derrota (2-4) en partido de ascenso contra CS La Forestoise                                                   |                                        |
|                   | I        | I        | II       | III      |          | desde 1926/27 hay 3 niveles nacionales                | desde 1926/27 hay 3 niveles nacionales                | desde 1926/27 hay 3 niveles nacionales                                                                        | desde 1926/27 hay 3 niveles nacionales |
| 1926/27           |          |          | 6        |          |          | Segunda                                               | 28                                                    | |                                        |
| 1927/28           |          |          | 10       |          |          | Segunda                                               | 22                                                    | |                                        |
| 1928/29           |          |          | 5        |          |          | Segunda                                               | 30                                                    | |                                        |
| 1929/30           |          |          | 6        |          |          | Segunda                                               | 28                                                    | |                                        |
| 1930/31           |          |          | 2        |          |          | Segunda                                               | 36                                                    | |                                        |
| 1931/32           | 14       | 14       |          |          |          | Primera                                               | 10                                                    | |                                        |
| 1932/33           |          |          | 6        |          |          | Segunda B                                             | 27                                                    | |                                        |
| 1933/34           |          |          | 4        |          |          | Segunda B                                             | 30                                                    | |                                        |
| 1934/35           |          |          | 9        |          |          | Segunda B                                             | 24                                                    | |                                        |
| 1935/36           |          |          | 1        |          |          | Segunda A                                             | 35                                                    | |                                        |
| 1936/37           | 13       | 13       |          |          |          | Primera                                               | 9                                                     | |                                        |
| 1937/38           |          |          | 10       |          |          | Segunda A                                             | 23                                                    | |                                        |
| 1938/39           |          |          | 6        |          |          | Segunda B                                             | 30                                                    | |                                        |
| 1939/40           |          |          |          |          |          |                                                       |                                                       | Sin competencia debido a la Segunda Guerra Mundial                                                            |                                        |
| 1940/41           |          |          |          |          |          |                                                       |                                                       | Sin competencia debido a la Segunda Guerra Mundial                                                            |                                        |
| 1941/42           |          |          | 7        |          |          | Segunda A                                             | 26                                                    | |                                        |
| 1942/43           |          |          | 5        |          |          | Segunda A                                             | 39                                                    | |                                        |
| 1943/44           |          |          | 4        |          |          | Segunda B                                             | 32                                                    | |                                        |
| 1944/45           |          |          |          |          |          |                                                       |                                                       | Sin competencia debido a la Segunda Guerra Mundial                                                            |                                        |
| 1945/46           |          |          | 4        |          |          | Segunda B                                             | 46                                                    | |                                        |
| 1946/47           |          |          | 2        |          |          | Segunda A                                             | 45                                                    | |                                        |
| 1947/48           |          |          | 4        |          |          | Segunda B                                             | 36                                                    | |                                        |
| 1948/49           |          |          | 3        |          |          | Segunda B                                             | 37                                                    | |                                        |
| 1949/50           |          |          | 10       |          |          | Segunda B                                             | 28                                                    | |                                        |
| 1950/51           |          |          | 7        |          |          | Segunda A                                             | 30                                                    | |                                        |
| 1951/52           |          |          | 9        |          |          | Segunda B                                             | 29                                                    | Descenso por reforma de las categorías                                                                        |                                        |
|                   | I        | I        | II       | III      | IV       | desde 1952/53 hay 4 niveles nacionales                | desde 1952/53 hay 4 niveles nacionales                | desde 1952/53 hay 4 niveles nacionales                                                                        | desde 1952/53 hay 4 niveles nacionales |
| como KFC Turnhout |          |          |          |          |          |                                                       |                                                       | |                                        |
| 1952/53           |          |          |          | 4        |          | Tercera A                                             | 37                                                    | |                                        |
| 1953/54           |          |          |          | 9        |          | Tercera B                                             | 29                                                    | |                                        |
| 1954/55           |          |          |          | 6        |          | Tercera A                                             | 33                                                    | |                                        |
| 1955/56           |          |          |          | 2        |          | Tercera B                                             | 41                                                    | |                                        |
| 1956/57           |          |          |          | 4        |          | Tercera A                                             | 36                                                    | |                                        |
| 1957/58           |          |          |          | 11       |          | Tercera B                                             | 28                                                    | |                                        |
| 1958/59           |          |          |          | 5        |          | Tercera A                                             | 32                                                    | |                                        |
| 1959/60           |          |          |          | 1        |          | Tercera A                                             | 50                                                    | |                                        |
| 1960/61           |          |          | 8        |          |          | Segunda                                               | 30                                                    | |                                        |
| 1961/62           |          |          | 7        |          |          | Segunda                                               | 32                                                    | |                                        |
| 1962/63           |          |          | 3        |          |          | Segunda                                               | 44                                                    | Ascenso porque el 2.º de la clasificación, Waterschei Thor, tuvo que descender por un escándalo de corrupción |                                        |
| 1963/64           | 14       | 14       |          |          |          | Primera                                               | 24                                                    | Descenso por fraude en la competición                                                                         |                                        |
| 1964/65           |          |          | 9        |          |          | Segunda                                               | 31                                                    | |                                        |
| 1965/66           |          |          | 16       |          |          | Segunda                                               | 17                                                    | |                                        |
| 1966/67           |          |          |          | 3        |          | Tercera B                                             | 40                                                    | |                                        |
| 1967/68           |          |          |          | 1        |          | Tercera A                                             | 46                                                    | |                                        |
| 1968/69           |          |          | 8        |          |          | Segunda                                               | 30                                                    | |                                        |
| 1969/70           |          |          | 5        |          |          | Segunda                                               | 36                                                    | |                                        |
| 1970/71           |          |          | 9        |          |          | Segunda                                               | 28                                                    | |                                        |
| 1971/72           |          |          | 7        |          |          | Segunda                                               | 30                                                    | |                                        |
| 1972/73           |          |          | 6        |          |          | Segunda                                               | 32                                                    | |                                        |
| 1973/74           |          |          | 9        |          |          | Segunda                                               | 30                                                    | |                                        |
| 1974/75           |          |          | 7        |          |          | Segunda                                               | 33                                                    | |                                        |
| 1975/76           |          |          | 9        |          |          | Segunda                                               | 31                                                    | |                                        |
| 1976/77           |          |          | 15       |          |          | Segunda                                               | 22                                                    | |                                        |
| 1977/78           |          |          |          | 2        |          | Tercera A                                             | 39                                                    | KFC Turnhout terminó primero junto con VC Rotselaar. El partido por el título se perdió 0-3                   |                                        |
| 1978/79           |          |          |          | 5        |          | Tercera B                                             | 34                                                    | |                                        |
| 1979/80           |          |          |          | 4        |          | Tercera A                                             | 37                                                    | |                                        |
| 1980/81           |          |          |          | 14       |          | Tercera B                                             | 26                                                    | |                                        |
| 1981/82           |          |          |          | 6        |          | Tercera B                                             | 34                                                    | |                                        |
| 1982/83           |          |          |          | 3        |          | Tercera B                                             | 38                                                    | |                                        |
| 1983/84           |          |          |          | 3        |          | Tercera B                                             | 35                                                    | |                                        |
| 1984/85           |          |          |          | 9        |          | Tercera B                                             | 29                                                    | |                                        |
| 1985/86           |          |          |          | 7        |          | Tercera B                                             | 31                                                    | |                                        |
| 1986/87           |          |          |          | 4        |          | Tercera B                                             | 38                                                    | |                                        |
| 1987/88           |          |          |          | 10       |          | Tercera B                                             | 27                                                    | |                                        |
| 1988/89           |          |          |          | 7        |          | Tercera B                                             | 30                                                    | |                                        |
| 1989/90           |          |          |          | 1        |          | Tercera B                                             | 43                                                    | |                                        |
| 1990/91           |          |          | 5        |          |          | Segunda                                               | 32                                                    | 3° en ronda final con 4 puntos                                                                                |                                        |
| 1991/92           |          |          | 2        |          |          | Segunda                                               | 40                                                    | 4° en ronda final con 2 puntos                                                                                |                                        |
| 1992/93           |          |          | 15       |          |          | Segunda                                               | 24                                                    | |                                        |
| 1993/94           |          |          |          | 6        |          | Tercera B                                             | 29                                                    | |                                        |
| 1994/95           |          |          |          | 3        |          | Tercera B                                             | 38                                                    | Ganador de la ronda final contra KTH Diest                                                                    |                                        |
| 1995/96           |          |          | 8        |          |          | Segunda                                               | 47                                                    | |                                        |
| 1996/97           |          |          | 11       |          |          | Segunda                                               | 41                                                    | |                                        |
| 1997/98           |          |          | 3        |          |          | Segunda                                               | 68                                                    | 4° en ronda final con 1 punto                                                                                 |                                        |
| 1998/99           |          |          | 5        |          |          | Segunda                                               | 60                                                    | 2° en ronda final con 8 puntos                                                                                |                                        |
| 1999/00           |          |          | 4        |          |          | Segunda                                               | 56                                                    | 4° en ronda final con 1 punto                                                                                 |                                        |
| 2000/01           |          |          | 2        |          |          | Segunda                                               | 69                                                    | 2.º en la ronda final con 8 puntos, descenso por no obtener licencia                                          |                                        |
| 2001/02           |          |          |          | 4        |          | Tercera A                                             | 52                                                    | Jugó la última ronda por el ascenso, pero descendió por liquidación                                           |                                        |
| como KV Turnhout  |          |          |          |          |          |                                                       |                                                       | |                                        |
| 2002/03           |          |          |          |          | 1        | Cuarta C                                              | 72                                                    | |                                        |
| 2003/04           |          |          |          | 3        |          | Tercera A                                             | 62                                                    | derrota en play-off contra KV Kortrijk                                                                        |                                        |
| 2004/05           |          |          |          | 7        |          | Tercera A                                             | 47                                                    | |                                        |
| 2005/06           |          |          |          | 8        |          | Tercera A                                             | 44                                                    | |                                        |
| 2006/07           |          |          |          | 5        |          | Tercera A                                             | 49                                                    | |                                        |
| 2007/08           |          |          |          | 2        |          | Tercera B                                             | 59                                                    | Derrota en la segunda ronda en la ronda final contra UR Namur                                                 |                                        |
| 2008/09           |          |          |          | 1        |          | Tercera B                                             | 67                                                    | |                                        |
| 2009/10           |          |          | 16       |          |          | Segunda                                               | 41                                                    | |                                        |
| 2010/11           |          |          | 16       |          |          | Segunda                                               | 40                                                    | Derrota en el segundo juego de la ronda final contra Sportkring Sint-Niklaas                                  |                                        |
| 2011/12           |          |          |          | 11       |          | Tercera B                                             | 46                                                    | |                                        |
| 2012/13           |          |          |          | 15       |          | Tercera A                                             | 34                                                    | |                                        |
| 2013/14           |          |          |          | 4        |          | Tercera B                                             | 56                                                    | Derrota en la ronda final contra R. Union Saint-Gilloise                                                      |                                        |
| 2014/15           |          |          |          | 18       |          | Tercera B                                             | 7                                                     | Descenso a 4 división                                                                                         |                                        |
| como KFC Turnhout |          |          |          |          |          |                                                       |                                                       | |                                        |
| 2015/16           |          |          |          |          | 10       | Cuarta C                                              | 43                                                    | |                                        |
|                   | 1A       | 1B       | 1Am      | 2Am      | 3Am      | desde 2016-17 hay 3 niveles nacionales y 2 regionales | desde 2016-17 hay 3 niveles nacionales y 2 regionales | desde 2016-17 hay 3 niveles nacionales y 2 regionales                                                         |                                        |
| 2016/17           |          |          |          |          | 1        | Tercera Div. Afic                                     | 63                                                    | |                                        |
| 2017/18           |          |          |          | 11       |          | Segunda Div. Afic.                                    | 37                                                    | |                                        |
| 2018/19           |          |          |          | 15       |          | Segunda Div. Afic.                                    | 29                                                    | |                                        |
| 2019/20           |          |          |          |          | 13       | División 3                                            | 28                                                    | |                                        |
| 2020/21           |          |          |          |          |          | División 3                                            |                                                       | competición suspendida tras 4 jornadas por Covid-19                                                           |                                        |
| 2021/22           |          |          |          |          | 5        | División 3                                            | 49                                                    | ascenso |                                        |
| 2022/23           |          |          |          | 16       |          | División 2                                            | 34                                                    | descenso |                                        |
| 2023/24           |          |          |          |          | 10       | División 3                                            | 41                                                    | |                                        |

## Jugadores

### Jugadores destacados
| - Eddy Bertels - Patrick Goots - Harald Nickel | - Chris Stroybant - René Verheyen - Bruno Versavel |

## Incidente
En 1991 el futbolista de 25 años Luc de Rijck sufrió un ataque cardiaco cuando iba a ver al fisioterapeuta del club. Aparentemente al jugador se le había hecho un dopaje por medio de transfusión de sangre por medio del médico del club, pero por errores en la transfusión hicieron que al jugador le diera una embolia en el corazón, lo que le provocó el ataque cardiaco. El doctor fue condenado a seis meses de libertad condicional.